# Cirrhilabrus katherinae
Cirrhilabrus katherinae är en fiskart som beskrevs av Randall 1992. Cirrhilabrus katherinae ingår i släktet Cirrhilabrus och familjen läppfiskar. IUCN kategoriserar arten globalt som livskraftig. Inga underarter finns listade i Catalogue of Life.